# Hart County, Kentucky
Hart County är ett administrativt område i delstaten Kentucky, USA, med 18 199 invånare år 2010. Den administrativa huvudorten (county seat) är Munfordville.
Del av Mammoth Cave nationalpark ligger i countyt.

## Geografi
Enligt United States Census Bureau så har countyt en total area på 1 082 km². 1 077 km² av den arean är land och 5 km² är vatten.

### Angränsande countyn
- Hardin County - nord
- LaRue County - nordost
- Green County - öst
- Metcalfe County - sydost
- Barren County - syd
- Edmonson County - sydväst
- Grayson County - nordväst